# Applause Award
De I.A.A.P.A. Applause Award is een vakprijs voor attractieparken over de hele wereld en is een initiatief van het Zweedse attractiepark Liseberg. De eerste uitreiking van deze award werd gedaan in 1980.
Een internationale jury bekroont eens in de twee jaar (behalve in 1984 en 2020) een attractiepark met deze prijs. Dit park mag zich dan twee jaar het beste attractiepark ter wereld noemen. Voordat de prijs wordt uitgereikt volgt nog een voorronde. In totaal blijven er drie finalisten over.

## Winnaars
| Jaartal | Eerste plaats                    | Overige finalisten                        | Plaats van uitreiking |
| ------- | -------------------------------- | ----------------------------------------- | --------------------- |
| 2022    | Tokyo DisneySea                  |                                           | Orlando               |
| 2018    | Xcaret Park                      | PortAventura Park Universal Studios Japan | Orlando               |
| 2016    | Busch Gardens Tampa              | Legoland Billund Siam Park City           | Orlando               |
| 2014    | Puy du Fou                       | Chimelong Paradise PortAventura Park      | Orlando               |
| 2012    | Ocean Park Hong Kong             | Santa Cruz Beach Boardwalk Puy du Fou     | Orlando               |
| 2010    | Dollywood                        | Alton Towers Phantasialand                | Orlando               |
| 2008    | Xetulul                          | SeaWorld San Diego                        | Orlando               |
| 2006    | Universal's Islands of Adventure | Dollywood Legoland Billund                | Orlando               |
| 2004    | Holiday World                    | Gardaland Tivoli                          | Orlando               |
| 2002    | Busch Gardens Europe             | Gardaland Pleasure Beach Blackpool        | Orlando               |
| 2000    | Hersheypark                      | Pleasure Beach Blackpool Parc Astérix     |                       |
| 1998    | Silver Dollar City               | Kennywood Parc Astérix                    | Dallas                |
| 1996    | Cedar Point                      |                                           |                       |
| 1994    | Universal Studios Florida        |                                           |                       |
| 1992    | Efteling                         | Universal Studios Florida                 | Dallas                |
| 1990    | Europa-Park                      | Busch Gardens Williamsburg Efteling       | Washington            |
| 1988    | Knott's Berry Farm               |                                           |                       |
| 1986    | Epcot                            |                                           |                       |
| 1982    | Opryland USA                     |                                           |                       |
| 1980    | Magic Kingdom                    |                                           |                       |